# Zvečanje
Zvečanje – wieś w Chorwacji, w żupanii splicko-dalmatyńskiej, w mieście Omiš. W 2011 roku liczyła 202 mieszkańców.